# Керча, Юрий Юрьевич
Юрий Юрьевич Керча (укр. Юрій Юрійович Керча; 3 января 1936, с. Страбичево, Мукачевский район, Закарпатская область, УССР — 6 марта 2015, Киев, Украина) — член-корреспондент НАН Украины, профессор, доктор химических наук, заслуженный деятель науки и техники Украины, академик Украинской технологической академии, лауреат премий НАН Украины имени Л. В. Писаржевского и премии им. И. Киприанова, почётный доктор Ужгородского национального университета, заместитель директора по научной работе и заведующий отделом модификации полимеров Института химии высокомолекулярных соединений НАН Украины.

## Биография
Юрий Юрьевич Керча родился 3 января 1936 г. в с. Страбичево Мукачевского района Закарпатской области. Учился в Страбичевской семилетней школе, а в 1953 году г. окончил Мукачевскую СШ № 16 и в том же году поступил на химический факультет Ужгородского государственного университета.
После окончания вуза с 1958 по 1960 год г. работал инженером-химиком в химической лаборатории почвенно-исследовательской партии УжГУ. В 1960—1963 гг. Ю. Керча учился в аспирантуре Института физиологии растений АН УССР (г. Киев). За это время в Отделе полимеров выполнил и в 1963 году. р. защитил диссертационную работу на соискание ученой степени кандидата химических наук.
С 1963 г. Ю. Ю. Керча работает в Институте химии высокомолекулярных соединений НАН Украины младшим научным сотрудником, старшим научным сотрудником (1966 г.), заведующим лабораторией (1971 г.), заведующим отделом (1975 г.), заместителем директора по научной работе (1978 г.).
Научное звание старшего научного сотрудника ему присваивается в 1968 году. В 1973 г. Ю. Ю. Керча защищает диссертационную работу по теме «Структура и свойства полиуретанов и влияние на них дисперсных наполнителей» и становится доктором химических наук. В 1981 г. ему присваивается ученое звание профессора. В 1990 году Ю. Ю. Керча избирается членом-корреспондентом НАН Украины, а в 1993 году — академиком Украинской технологической академии. Продолжительное время Ю. Ю. Керча занимает по совместительству должность профессора в Харьковском политехническом институте, где читает курс лекций по коллоидной химии полимеров. С 2005 года — почетный доктор Ужгородского национального университета.
Скончался в Киеве 6 марта 2015 года. Похоронен в Киеве на Байковом кладбище.

## Научное наследие
Ю. Ю. Керча — известный ученый-химик в области высокомолекулярных соединений, в частности, ведущий специалист по физикохимии и модификации полиуретанов, являющихся наиболее универсальным классом высокомолекулярных соединений. Под его руководством и при его участии выполнены пионерские исследования структуры, кинетических, термодинамических, упругоэластичных и других свойств полиуретанов и их систем. Установлены основные закономерности взаимосвязи химического строения со структурой и свойствами этих полимеров, пути их регулирования и модификации.
Установлено, в частности, что специфичность полиуретановых эластомеров, проявляющаяся в широких возможностях регулирования их упруго-эластичных свойств, высокой устойчивости к истиранию, способности к самозалечиванию дефектов при деформации и др., является следствием высокой подвижности сетки вторичных физических связей. природой и количеством, способных к специфическим взаимодействиям, функциональным группам, а также высокой термодинамической гибкостью олигомерных составляющих их макроцепей. Изучены характер сегрегационных процессов и микрогетерогенная структура полиуретановых иономеров, связанных с возникновением у них новых типов межмолекулярных. Установлены особенности воздействия на кинетику кристаллизации и термодинамику деформации полиуретанов разного химического строения и фазового состояния, гидрофильных и гидрофобных дисперсных наполнителей. Выявлен эффект опосредованного усиления сегментированных полиуретанов дисперсными наполнителями, заключающийся в том, что наполнитель, способствуя сегрегации жестких блоков, укрепляет таким образом жесткие домены, выполняющие роль узлов физической сетки в полимерной системе. Разработаны научные основы и сформулированы основные принципы структурно-химической модификации углеводородных и уретансодержащих эластомеров, базирующихся на использовании при модификации реакционноспособных и функциональных олигомеров и их систем, действие которых направлено на регулирование микрогетерогенности системы, её усиление, функционализацию. Исследование Ю. Ю. Керчи направлены на обоснование научных основ формирования функциональных полимерных композитов и на создание биодеградабельных полимерных материалов с использованием природных полимеров. Фундаментальные исследования Юрия Юрьевича практически целенаправленны и взяты за основу при разработке функциональных полимерных материалов с улучшенными эксплуатационными характеристиками для нужд различных отраслей промышленности, машиностроения, быта, в частности, монолитных и микрокропистых эластомерных материалов, получаемых по технологии реакционно-инжекционного формирования. Ю. Ю. Керча был заместителем председателя Ученого совета Института химии высокомолекулярных соединений Н АН Украины и Специализированного ученого совета по защите Докторских диссертаций при ИХВС НАН Украины, председателем Научного совета НАН Украины по проблеме «Химия и ихиодификация полимеров», секции «химия и технология полимеров». заместитель главного редактора «Полимерного журнала», а также членом отделения химии НАН Украины, секции «Полимерные материалы» Научного совета по новым материалам Международной ассоциации Академий наук, редакционной коллегии журнала «Полимеры-деньги», Специализированного ученого совета по защите докторских диссертаций Института коллоидной химии и химии воды имени А.А. В. Думанского НАН Украины. В течение длительного периода Юрий Юрьевич занимал должность заместителя председателя экспертного совета по органической химии ВАК Украины. а также был членом Специализированных ученых советов по защите докторских диссертаций при Киевском национальном университете имени Тараса Шевченко и Киевском национальном университете технологий и дизайна. Ему обязаны своим научным становлением 4 доктора и 13 кандидатов наук. Ю. Ю. Керчь своей многолетней плодотворной научной, научно-организационной и педагогической деятельностью внес достойный вклад в развитие полимерной науки в Украине и становление и развитие института химии высокомолекулярных соединений НАН Украины.